# Stigmatomma

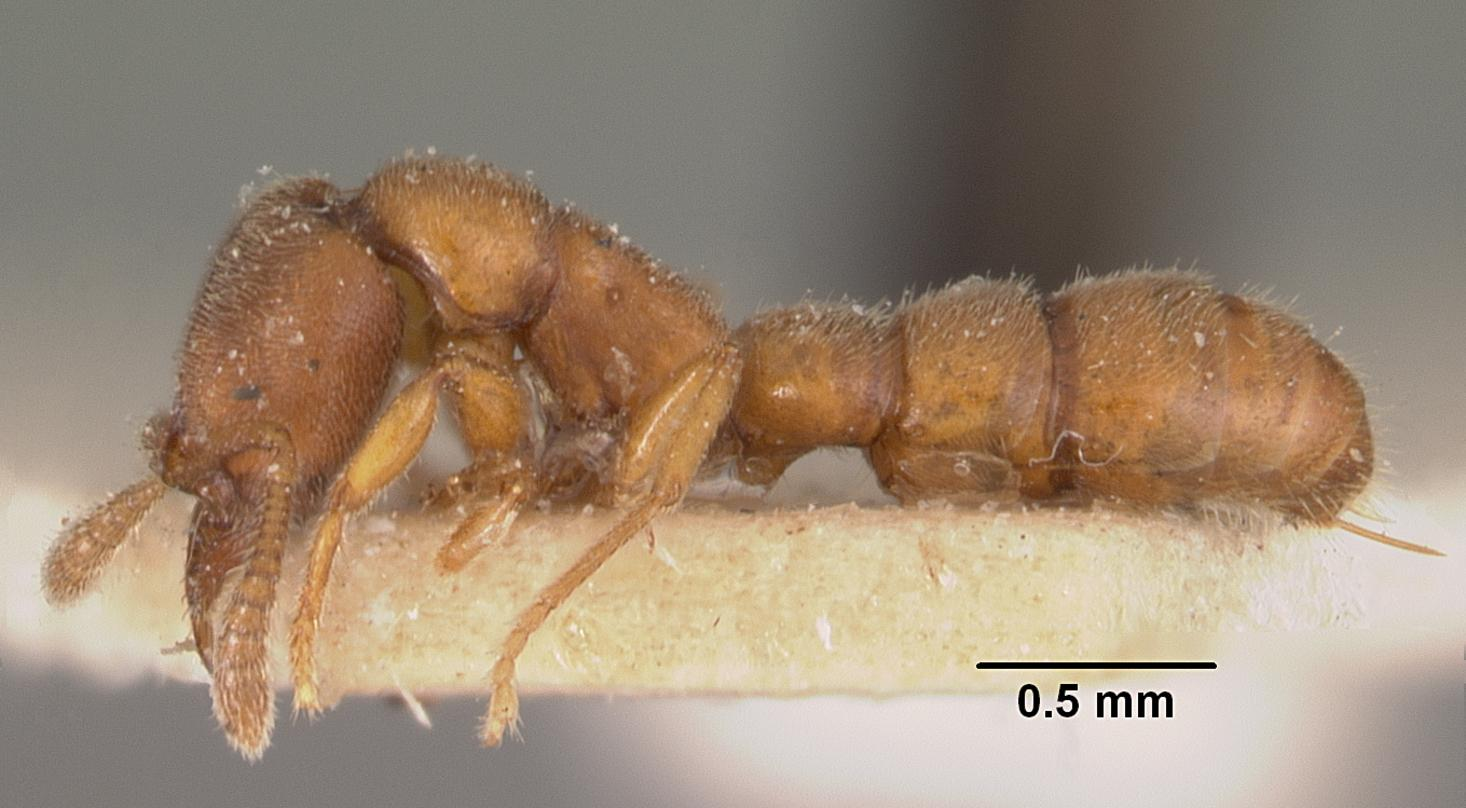
Amblyopone saundersi casent0102518 profil 1

Stigmatomma este un gen de furnici din subfamilia Amblyoponinae. Genul are o distribuție la nivel mondial și, la fel ca majoritatea celorlalte amblyoponine, speciile Stigmatomma sunt prădători specializați. Descris pentru prima dată de Roger (1859), a fost mult timp considerat a fi un sinonim al lui Amblyopone până când a fost reclasificat ca gen independent de Yoshimura & Fisher (2012), pe baza morfologiei mandibulei lucrătorului.

## Specii
- Stigmatomma amblyops Karavaiev, 1935
- Stigmatomma annae (Arnol'di, 1968)
- Stigmatomma awa (Xu & Chu, 2012)
- Stigmatomma bellii (Forel, 1900)
- Stigmatomma besucheti (Baroni Urbani, 1978)
- Stigmatomma bolabola Esteves & Fisher, 2016
- Stigmatomma boltoni (Bharti & Wachkoo, 2011)
- Stigmatomma bruni Forel, 1912
- Stigmatomma caliginosum (Onoyama, 1999)
- Stigmatomma crenatum (Xu, 2001)
- Stigmatomma crypticum (Eguchi et al., 2015)
- Stigmatomma denticulatum Roger, 1859
- †Stigmatomma electrinum (Dlussky, 2009)
- Stigmatomma emeryi Saunders, 1890
- Stigmatomma eminia (Zhou, 2001)
- Stigmatomma feae Emery, 1895
- Stigmatomma ferrugineum (Smith, 1858)
- Stigmatomma fulvidum (Terayama, 1987)
- Stigmatomma gaetulicum (Baroni Urbani, 1978)
- †Stigmatomma groehni (Dlussky, 2009)
- Stigmatomma impressifrons Emery, 1869
- Stigmatomma irayhady Esteves & Fisher, 2016
- Stigmatomma janovitsika Esteves & Fisher, 2016
- Stigmatomma kangba (Xu & Chu, 2012)
- Stigmatomma liebe Esteves & Fisher, 2016
- Stigmatomma luyiae Hsu et al., 2017
- Stigmatomma luzonicum Wheeler & Chapman, 1925
- Stigmatomma meilianum (Xu & Chu, 2012)
- Stigmatomma minutum Forel, 1913
- Stigmatomma mulanae (Xu, 2000)
- Stigmatomma noonadan (Taylor, 1965)
- Stigmatomma normandi Santschi, 1915
- Stigmatomma octodentatum (Xu, 2006)
- Stigmatomma ophthalmicum (Baroni Urbani, 1978)
- Stigmatomma oregonense Wheeler, 1915
- Stigmatomma pallipes (Haldeman, 1844)
- Stigmatomma pertinax (Baroni Urbani, 1978)
- Stigmatomma pluto (Gotwald & Lévieux, 1972)
- Stigmatomma quadratum Karavaiev, 1935
- Stigmatomma reclinatum (Mayr, 1879)
- Stigmatomma roahady Esteves & Fisher, 2016
- Stigmatomma rothneyi (Forel, 1900)
- Stigmatomma rubiginoum (Wu & Wang, 1992)
- Stigmatomma sakaii (Terayama, 1989)
- Stigmatomma sakalava Esteves & Fisher, 2016
- Stigmatomma santschii Menozzi, 1922
- Stigmatomma scrobiceps (Guénard et al., 2013)
- Stigmatomma silvestrii Wheeler, 1928
- Stigmatomma testaceum (Motschoulsky, 1863)
- Stigmatomma trigonignathum (Brown, 1949)
- Stigmatomma trilobum (Xu, 2001)
- Stigmatomma tsyhady Esteves & Fisher, 2016
- Stigmatomma xui Bharti & Rilta, 2015
- Stigmatomma zaojun (Terayama, 2009)
- Stigmatomma zoma (Xu & Chu, 2012)
- Stigmatomma zwaluwenburgi Williams, 1946